# 캥거루
캥거루(영어: kangaroo, 문화어: 캉가루)는 캥거루과의 대형 유대류를 말한다. 왈라비의 경우는 캥거루와 거의 비슷하게 생겼으나, 캥거루보다 크기가 더 작다. 유럽인들의 이주 후 초원이 늘어나 개체수가 급증했다. 애버리진(원주민)의 주요 단백질 섭취원이기도 했고, 현재도 식용으로 사용되고 있다. 오스트레일리아·뉴기니섬·태즈메이니아섬 및 일부 그 주변의 여러 섬에 분포한다.
오스트레일리아를 상징하는 동물로, 오스트레일리아 화폐의 일부나 군복, 국가대표 유니폼에 나타나기도 한다. 또한 에뮤와 함께 오스트레일리아의 국장에 그려져 있으며, 오스트레일리아 축구 국가대표팀은 캥거루를 본따서 "사커루"라는 별칭으로 불리기도 한다. 그리고 오스트레일리아 - 영국 항공로를 캥거루 루트로 부른다.

## 어원
캥거루는 퀸즐랜드주 쿡타운 지역의 오스트레일리아 토착민 언어 중 하나인 구구이미티르어(Guugu Yimithirr)로 커다란 흑색 또는 회색 캥거루종을 지시하는 gangurru를 전사한 것이다. 1770년 8월 4일 제임스 쿡이 처음으로 기록하였다.
많은 사람들이 잘못 알고 있는 설 중에서는 캥거루가 구구이미트르어로 ‘모르겠다’라는 말이라는 것이다. 오히려 유카탄반도의 어원에 대한 가설 중에 이와 비슷한 것이 있다.

## 몸
캥거루의 뒷다리는 크고 강하며, 앞다리는 짧고 작다. 캥거루는 뒷다리로만 뛰며 두 다리를 동시에 옮겨 깡충깡충 뛴다. 꼬리는 깡충깡충 뛸 때 균형을 잡아 주고,꼬리가 큰 종은 90cm가 넘으며 네 다리로 걷거나 두 다리로 설 때 몸을 지탱해 준다. 캥거루는 뒷다리로만 뛰며 두 다리를 동시에 옮겨 깡충깡충 뛴다. 단거리를 뛸 때는 시속 56km로 뛸 수 있고, 높은 장애물도 뛰어넘을 수 있다. 붉은 캥거루의 경우에는 거리로는 13미터까지 위로는 4미터까지 뛰어넘을 수 있다. 캥거루의 머리는 작고 사슴 같으며, 주둥이는 뾰족하다. 귀는 크고 곧게 서 있으며, 앞에서 뒤로 돌릴 수 있다. 몸은 짧은 털로 덮여 있고 대부분의 종이 갈색 또는 회색털을 갖고 있다.

## 생식

### 임신
캥거루의 하복부 앞에 육아낭이 있어서 출산 직후 새끼는 자기 힘으로 그 속에 기어올라가서 젖꼭지에 달라붙어서 자란다. 새끼는 30-40일의 임신기간을 지나 출산되어 앞발만을 써서 어미의 복부로 올라간다. 태반이 없으므로 조산(早産)되며 새끼는 자궁 내에서 분비물을 흡수하여 성장하는데 크기 약 2.5cm, 몸무게 약 1g으로 발육 초기에 출산해 버린다. 그 후의 발육 상태는 종류에 따라서 다르지만 6-12개월이면 독립한다.

### 천적
천적은 독수리·비단뱀·여우 등이다.

### 먹이
일부 소형종 캥거루가 잡식성 경향이 있는 외에는 모두 초식이다. 일반적으로 어금니가 넓고, 융기나 결절이 있어서 먹이를 갈아 으깨는 데 알맞다.

### 생활
땅에서 지내며 낮에는 그늘이나 덤불 등에서 쉰다. 꼬리와 뒷다리가 발달하여 5-8m, 때로는 13m까지도 점프하지만, 소형종이나 수상생활을 하는 종은 뒷다리의 발달이 약하다. 덤불이나 산림·암석지, 앞이 탁 트인 초원이나 숲 등에서 살고 일부 종은 수상생활을 한다.

## 종류
캥거루는 크게 세 부류로 나뉜다. 첫 부류는 붉은캥거루·회색캥거루·왈라루 등을 포함한 대형 캥거루류와 나무오름캥거루·왈라비 등이다. 둘째 부류는 쥐캥거루, 셋째 부류는 냄새쥐캥거루이다.

### 대형캥거루류
첫째 부류의 캥거루는 몸길이 80-60cm, 꼬리길이 70-110cm이며, 광활한 초원, 숲이나 덤불 등에서 산다. 초원에 사는 붉은캥거루, 탁 트인 숲에 사는 왕캥거루가 가장 잘 알려져 있다. 또 황무지에는 왈라루가 살고 있다. 풀을 먹으면서 무리를 지어 이동생활을 하는데, 몸이 튼튼하고 실팍하며 발은 비교적 짧고 넓으며 바위가 많은 곳에서 살기에 알맞아서 발바닥에는 거친 과립(顆粒)이 있다. 오스트레일리아 남동부에 분포한다. 왈라비는 캥거루와 비슷하지만 약간 작다. 위턱의 셋째앞니에 한 개의 세로홈이 있고, 어금니 앞끝에 융기가 있는 것으로 구별한다. 몸빛깔은 일반적으로 황갈색 또는 회갈색이다. 소택지나 골짜기 등에 가까운 초원이나 덤불에 살고 있다. 몸길이 45-105cm, 꼬리길이 33-75cm이며 무리를 지어 산다. 종류에 따라서는 나뭇잎을 포함한 식물을 먹는다.

### 쥐캥거루류
둘째 쥐캥거루류는 큰 종이 토끼만하다. 이 중 흰띠쥐캥거루는 많은 입구를 낸 거대한 땅굴을 파고 그 속에서 산다. 쥐캥거루류에 속하는 또 다른 종인 포토루는 뒷다리가 아주 짧고 코가 뾰족해서 쥐처럼 보이다.

### 냄새쥐캥거루류
셋째 냄새쥐캥거루는 몸집이 아주 작아 쥐만하다. 캥거루류의 다른 종과는 달리 뒷발의 발가락이 4개가 아니라 5개이다.